# Антоновичі (рід)
Антоновичі (пол. Antonowicz, рос. Антоновичи) — український шляхетський та дворянський рід.

## Походження
Згідно Адама Бонецького, Антоновичі гербу Андро де Буї походять від Федька Антоновича який в 1571 р. отримав від короля Зигмунта ІІ Августа на дідичному праві Погаринську землю й Олексіївку в Любецькому старостві. Також існують Антоновичі гербу Корнич та гербу Шеліга.
За іншими даними рід походить від Івана Антоновича, що в 1752 році був пожалуваний королем Августом ІІІ в київські хорунжі.
Відносно свого походження сам Володимир Антонович, а також дослідники його біографії, сходяться на тому що його справжнім батьком був Янош Джидай, син угорського революціонера Матяша Джидая.

## Родова схема
- Геронім Антонович
  - Казимир
    - Ґжеґож
      - Лукаш
      - Юзеф
      - Боніфацій-Генріх ∞ Моніка Горська[a]
        - Володимир Боніфатійович[b] (1830—1908) ∞ Варвара Іванівна Міхель (пом. 1902)[6] ∞ Катерина Миколаївна Мельник (1859—1942)
          - Дмитро Володимирович (1877—1945)[7]
            - Михайло Дмитрович (1910—1954)
            - Марина Дмитрівна (1911—1997) ∞ Ярослав-Богдан Антонович Рудницький (1910—1995)
            - Марко Дмитрович (1916—2005)

        - Евеліна Боніфатівна Антонович ∞ N Васнєвський